# 紋章機
紋章機（もんしょうき）は、株式会社ブロッコリーによるキャラクターメディアミックス企画『ギャラクシーエンジェル』およびその続編『ギャラクシーエンジェルII』に登場する、ロストテクノロジーによって作られた架空の戦闘機の総称である。訳語としては通常は「エンブレムフレーム」と呼ばれるが、「エンジェルフレーム」と呼ばれたこともある。
以下の解説は基本的にゲーム版（原作版）に準じるものとする。ゲーム版とアニメ版の違いについては『ギャラクシーエンジェル』を参照。また、ゲーム版に登場したダークエンジェルおよび紋章機の母艦についてもここに表記する。

## 概要
紋章機は、全長が30メートルから60メートルの1人乗り宇宙用大型戦闘機であり、現在のところ14機の存在が確認されている（後述のGA-007やRA-000ブレイブハートをカウントした場合）。大きくEDEN製とNEUE製の2グループに分けることができるが、同一グループ内でも同型の機体は存在しておらず、全て形状が異なっている（操縦者の要求による改造も行われており、形状の違いはそのためもある）。
『ギャラクシーエンジェル』および続編の『ギャラクシーエンジェルII』の世界は、過去（600年前）の大災害「時空震（クロノ・クェイク）」により一度文明が滅んでいる。この時空震で滅びた文明の遺産をロストテクノロジーと称している。紋章機もこのロストテクノロジーの産物で、その最大の特徴はH.A.L.O.システムとクロノ・ストリング・エンジンを搭載していることである。
これらのシステムを搭載している紋章機は、他の戦闘機とは比較にならない性能を持っており、単独でクロノ・ドライブを行い、1機で艦船とすら互角に渡り合うことが可能。ただし、H.A.L.O.システムと適合する特定のパイロット以外は動かすことすら出来ず、文字通りそのパイロットの専用機となってしまう。
ロストテクノロジーの機体のため、コントロールするコンピューター言語、オペレーティングシステムから、他の兵器とまったく異なっている。
紋章機のコクピットは、RA-000ブレイブハートを除き球形をしている。操縦席の全周囲をモニターが覆い尽くすように張り巡らされており、起動するとまるで機体が透明になったように周囲が映しだされるために、非常に広い視覚が確保される（いわゆるリニアシート）。モニター上および操縦席周辺の空中には計器類などが表示されており、使用目的に合わせて計器類を表示、配置する事ができる。また、慣性飽和装置、イナーシャルキャンセラーが搭載されているため、急激な加減速を行ってもコクピットの内のパイロットにはG負荷がかからない。ただし、GA-004ハッピートリガーのみフォルテ・シュトーレンの要望によりこの機能はオミットされている。紋章機は自動回避装置を持っているため、宇宙速度で飛んでくる隕石や小惑星程度なら回避してくれる。
宇宙空間での戦闘を行うにもかかわらず、搭乗時に宇宙服や特殊なパイロットスーツを着用することはなく、制服のままで操縦を行っている。現在のところ唯一の例外は「Moonlit Lovers」での、GA-007に搭乗時のみ。
識別番号は特殊なRA-000を除き、発見順に付番されている。各機体を呼ぶときは、この識別番号に合わせて、1番機、2番機という呼称をすることもある。
その名の由来となった紋章が、EDENの機体は左右に（機体の装備によっては見えない場合もある）、NEUEの機体は機首部分に描かれている。なお、これらの紋章はゲーム版のタイトルロゴの一部にも使用されている。EDENとNEUEの紋章はそれぞれ少し異なっているが、双翼を意匠としているところは共通している。また、ゲーム内では、戦闘時にこの紋章が発光していることが確認できる。
紋章機はそれぞれ、独自の色で塗装されているため、形状が異なることとも相まって、他の機体と見間違えることはほとんどない。各機体の色については、各機解説を参照。紋章機が崩壊するとエンジェル＝ダスト＝クリスタルと呼ばれる透明な骨灰の様な構造体に変貌とすると考えられる。

## 用語

### クロノ・ストリング・エンジン
「超時空弦推進機関」と訳される。一般的な艦船の推進機関。０点に閉じている空間より小型のところに存在しており、クロノ・リング＝時空がリング状に閉じた極微の宇宙弦（太古の高エネルギー宇宙の名残）を重力制御＝重力相互作用で補足してクロノ・ストリング反応を起こし、大統一レベルのエネルギーを得るというロストテクノロジー。クロノ・ストリングが閉じた宇宙から開いた宇宙に進むと時空相転移が起きてビッグバンが起きる。膨大なエネルギーを秘めており、クロノ・ストリングが解放されれば戦闘宙域すら吹き飛ばしてしまうことがある。クロノ・ストリング・キャノンでは、小惑星を破壊できるエネルギーを持つ為、星の一つですら消える。クロノ・ストリングは確率的にエネルギーを放出し、凄まじいエネルギーを放出することもあれば、次の瞬間にはピタリと放出をやめることもあり、アップダウンの差が激しく不安定である。
一機のクロノ・ストリング・エンジンの放出するエネルギーは不安定であるため、そのままでは使いものにならない。安定したエネルギーを取り出すためには放出の周期がことなる複数のクロノ・ストリングを集めて確率を平均化する必要があり、その数は膨大となる。そのため、艦船クラスのサイズにしか搭載できていない（『ギャラクシーエンジェルII 絶対領域の扉』で、ルクシオールの機関室に膨大なクロノ・ストリング・エンジンがあるのを見ることができる）。
紋章機はH.A.L.O.（後述）の導入により、少ないクロノ・ストリング・エンジンで稼働できる。
なお、黒き月の技術で作られたネガティブ・クロノ・フィールド下ではエンジンは停止してしまう（クロノ・ストリングのエネルギー放出が一切停止する）。時空物質クロノマター。時空粒子クロノトン。時空気力クロノエネルギー。

### H.A.L.O.（ヘイロゥ）システム
Human-brain and Artificial-brain Linking Organization Systemの略。
「有機脳人工脳連接装置」と訳される。紋章機のシステムとパイロットの精神をリンクし、制御するためのオペレーティングシステム。パイロットの頭の上にある「天使環（エンジェルリング）」によってもっとも発達した有機脳である人間の脳のエバネッセンス光子の様相を量子素子として光素子人工脳と有機的に連接し、多次元処理（マルチ・ディメンション・タスク）を実行可能とした超高速演算装置。このシステムのため、紋章機のコクピットは非常に簡単なものとなっている。天使環は稼働中は発光する。
だが、H.A.L.O.の真価はクロノ・ストリングのエネルギー噴出の確率に干渉できることにある。これにより、紋章機はパイロットのテンション次第でクロノ・ストリングから自由にエネルギーを取り出すことができ、宇宙創生すら可能となる。
反面、H.A.L.O.システムはパイロットのテンションに非常に敏感に反応するために、同じ機体でも状況によって能力の上下が激しく、平均的な戦力として計算するのが難しい、H.A.L.O.システムを稼働せさせるには特殊なテンションが必要なため、当該のシステムに適合するパイロット以外には動かすことすら出来ない（能力をすべて発揮できない）、等の欠点もある。
また脳と直接連結したシステムであるためにシステム自体に直接干渉された場合、バックファイアによりパイロットが昏睡に陥るという状態も確認されているが、適切な治療を行えば再起は簡単。
限定的な予知能力をも有し、使用者の望む未来を実現する力まである。神にも等しいその能力ゆえ、天使の名称で呼ばれた。

### 特殊兵装
各紋章機に装備されている強力な攻撃兵器、もしくは攻撃パターン。ただし、一部には兵器ではないものもある。攻撃兵器の場合は一撃で艦船を沈め得るほどの威力を持つが、特定の条件が揃わないと使用できない。
基本的に各紋章機に1つのみ装備されているが、RA-000ブレイブハートには無く、RA-003ファーストエイダーのみ2つの特殊兵装が装備されている。わかりやすく言えば必殺技で、そう紹介されている文献もある。なお、ギャラクシーエンジェル2ではHウェポンとも呼ばれている。

### テンション
操縦者の気力体力等を総合したものを指す言葉。調子。H.A.L.O.システムで操縦者と紋章機は直結しているため、操縦者のテンションによって紋章機そのものの能力も上下することになる。このため、テンションという言葉が頻繁に会話に登場する。

### エンジェルフェザー
特定の条件下で紋章機の機体の左右に現れる白い光の翼。その形状から『光の翼』とも呼ばれる。
EDENの紋章機においてはリミッターを外した本来の姿。その状態になると、紋章機の力をデータ上の最大値を超えて引き出すことができる。初めて確認されたのはローム星系での戦闘の際であった。後に、白き月の聖母シャトヤーンがリミッターを解除することで常時発現可能となる。通常はリミッターをかけた状態で運用されており、シャトヤーンが必要と判断したときのみ解除されている。しかしゲーム版第3作において、シャトヤーンによる解除は完全な解除ではなく、ノア曰く「安全装置の上限をちょっとゆるくした」程度だと示唆された。
無印の小説版である「廃太子の帰還」では紋章機に搭載されている「A.R.K」というシステムの発動をパイロットが許可した時に発動する。解放後のA.R.Kは、通常のエネルギーとは別に、「ARCH」というものを使用している。
NEUEの紋章機においても存在しており、「絶対領域の扉」では合体紋章機でカズヤと合体した紋章機に搭乗するルーンエンジェル隊の一人の「愛」によって発現した。
小説版では上記の「廃太子の帰還」のものと同様システムの発動の認証で発動しており、このときはブレイブハートと合体していたクロスキャリバーだけでなく、ほかの4機もエンジェルフェザーを展開している。また、「無限回廊の鍵」に貼付された「絶対領域の扉」追加シナリオにおいては、ブレイブハートを除く5機のエンジェルフェザーが、合体しないままで展開している。
また、ウィルとの最終決戦においては幽体離脱したカズヤの力で全紋章機がエンジェルフェザーを展開した。
この際のエンジェルフェザーはEDEN製紋章機や「絶対領域の扉」追加シナリオのルーンエンジェル隊のエンジェルフェザーと違い翼の色が各紋章機のパーソナルカラーと同じ色になっている。

### ナノマシン
GA-005ハーベスターとRA-003ファーストエイダーに搭載されており、これを散布することで戦闘中でも僚機の破損修復を行うことができる。このため、これらの機体にはナノマシンを格納するためのケージがある。それぞれの操縦者がナノマシンを操ることができるために初めて有効となる装備。GAの世界ではナノマシンは分子アセンブラーとされており、微小レベルでの工作作業により様々な物質を生成できる。

### 高速リンク指揮システム
戦場において、紋章機の各機体の状況をリアルタイムにモニターしつつ、指揮を行うためのシステム。紋章機はロストテクノロジーでコンピューター言語からして違う。そのためこれをインストールしないと戦闘中、通信すら不可能となる。各エンジェル隊の母艦である儀礼艦『エルシオール』と戦艦『ルクシオール』、そしてRA-000ブレイブハートに搭載されているのが確認できている。『エルシオール』のものはエオニア戦役後、バージョンアップされている。

### クロノ・ドライヴ
GAの世界において一般的な超光速航法。光年単位の移動を行うときに使用する。
通常空間とは異なる空間であるクロノスペースに侵入し（シフトアップという）、超空間内を超光速で移動し目的地の近くで通常空間に戻ることを指す（シフトダウン、またゲーム中ではドライヴ・アウトという）。
この空間では見かけ上光速を越えられる。1光年を移動するには約10時間がかかるとされている。また、クロノスペースは通常空間と重なるように存在しているため、星間物質とも衝突する可能性がある。
超光速推進が可能になるクロノスペースでは機体をデリケートに操縦することは不可能とされる。また、機体にかかるエネルギーポテンシャルも莫大になるため、宇宙チリ程度なら防御フィールドで防ぐことができるが、隕石や小惑星とぶつかると双方の構成原子が核融合反応を起こして消滅してしまう。核エネルギーを超えていて光速の運動エネルギーを持つ。
衝突を回避するために、宇宙空間にはクロノ・ドライブを行うための安全な航路が定められている（微小天体が多い宙域には宇宙灯台が設置されており、宇宙船が近寄らないように警告を発している）。
紋章機は（撤退時の描写を見る限りダークエンジェルも）単独でクロノ・ドライヴを行うことが可能で、ゲーム中でも数回、単独でクロノ・ドライヴを行うシーンがある。
クロノ・クェイクは、このクロノスペースに影響を与え、長距離通信やクロノ・ドライヴを使用不能にしてしまう。ダメージを受けたクロノスペースが元に戻るのに数百年を要するため、EDENは他の惑星や星系との交流を絶たれ、衰退の一途をたどった。

### 強化パーツ
設定のみで明確には登場しなかったEDEN紋章機用のパーツ。公式ページの用語集に記載されており、それによればゲーム版第9章（白き月への帰還時）で入手でき、紋章機によって異なる機能を備えているらしい。
設定のみであるため詳細は不明。

### ブレイブハート計画
紋章機は通常、機体とそれに適した人物が対になるが、この計画はH.A.L.O.適性者でなくともエンジェルの力を引き出すというもの。
600年前にミモザ達、研究者が考案した。

### 慣性飛行
エンジンなどによる推力たよらずに機体の慣性だけで巡航する航法。利点としては熱源を抑えられるためにステルス性が確保できることであろう。またデータリンクを行えば一機の飛行に対して後続の機体を自動的に曳航できる。

## 各機体の解説

### EDENの紋章機
白き月の内部で見つかったロストテクノロジーの結晶ともいえる大型戦闘機。母艦は儀礼艦エルシオール。パイロットのテンションしだいでその能力を増幅させるH.A.L.O.システムを搭載しており、紋章機1機で戦艦と互角に戦える力を持つ。エルシオールと共にトランスバール皇国軍では最大戦力とされている。初期の段階では5機のみだったが、エオニア戦役後に白き月の調査により新たに2機が見つかっている。識別番号から、GA型紋章機、GAシリーズとも呼ばれる。
本体部分（フレーム）はコクピットブロック、エンジンブロック、リアエンジン、ウサギ耳のように突き出た紋章機特有のスタビライザー（主翼）によって構成される。また、機首に眼らしきものがついている（「Moonlit Lovers」のオープニングムービーで確認できる）。
EDENの紋章機は共通の本体部分（フレーム）に各種の装備を搭載することで、さまざまな仕様にカスタム化できるシステムが特徴である。
ムーンエンジェル隊によって運用されている。各機のパイロットについては、ムーンエンジェル隊を参照。
なお、黒き月によって生産されたダークエンジェルについても、EDENの紋章機として本項で説明する。

#### GA-001 ラッキースター
Lucky Star
パイロット：ミルフィーユ・桜葉
バランスの良い万能型の機体。元々、紋章機のプロトタイプとして作られ、安定性より最大性能を求めた思想のために、他の紋章機とは異なりクロノ・ストリングを一つしか積んでおらず、そのため機体の安定性が極端に悪く、誰も乗り手がいなかった。しかし、クロノ・ストリングの性質から潜在能力は最高だとされており、どんな確率でも無視することができるミルフィーユの強運をもってようやくその能力を発揮できる。その意味では白き月の兵器体系のコンセプトを突き詰めた機体ともいえる。
基本カラーはピンク
機体諸元
全長 49.6m
全幅 28.0m
全高 21.0m
最大翼端高 29.2m
武装
- 中距離ビーム砲

機首に搭載されている、主砲となるビームキャノン。小説版では、プラズマ・ビーム砲と設定されている。レーザーキャノンとする文献も存在するが、公式ウェブサイトでは中距離ビーム砲と記載されている。
- 近距離ミサイル

左エンジンブロックに搭載されているミサイルポッド。積載数は不明。
- 中口径レールガン

両脚に搭載されている機関砲。火薬ではなく、フレミング左手の法則に従い、ローレンツ力で実体弾を射出する、電磁飛翔体加速装置。バルカン砲とする文献も存在するが、公式ウェブサイトでは中口径レールガンと記載されている。
- 近接レーザー砲（レーザーファランクス）

脚に搭載されている近接レーザー砲。現代の「ファランクス」と同名であるが全く別種の兵器であり、複数の誘導光線を同時に発射するホーミングレーザーである。狙いは自動で行われる。
- エネルギーシールド

右エンジンブロックに搭載されているバリア発生装置。SLGパート中では機体周囲に多面体で形成されたバリアを張るのが確認できる。
特殊兵装は主砲を大出力で発射する、高出力長距離ビーム「ハイパーキャノン」。これにより、長距離砲撃をも想定して作られており、敵大型戦艦をアウトレンジできるほどの射程を持つ。ビーム自体を偏向させることが可能で、これによる複数の敵艦を薙ぎ払っている描写が何度かある。小説版ではハイパーモードで発射する高エネルギープラズマビームとして描かれていた。
なおアニメギャラクシーエンジェる〜んではミサイルポッドをガトリング砲に換装したタイプが登場した。
作中では通信が妨害されている状況下でスペースシャトルと接触し、通信する描写がある。
また、アニメ版では唯一その名前が呼ばれた紋章機である（第1期#9）。

#### GA-002 カンフーファイター
Kung-fu Fighter
パイロット：蘭花・フランボワーズ
EDENの紋章機の中では最高速を誇る、近接戦闘型の機体。その速度を生かして単機で敵中に切り込み、目標の懐に飛び込んで接近戦で仕留める戦法を取ることが多い。ただし、速度に重点を置いているため、装甲は最も薄くなっている。左右に装備した大型クロー電磁式ワイヤーアンカー（詳細は後述）が印象的。
基本カラーはシャインレッド
機体諸元
全長 36.1m
全幅 38.2m
全高 19.4m
最大翼端高 27.6m
武装
- 電磁式ワイヤーアンカー

両脚に1基ずつ、計2基装備されている射出可能な大型のワイヤーアンカー。基本的には目標にぶつけたり、引き千切るために使われるが、物を掴んだり、機体の姿勢を支えるワイヤーとして使われたりと、繊細な作業もできる。MLでは複数の敵を攻撃できるようになっている。小説版ではワイヤーアンカーを切り離し、片手で左右同時に遠隔操作することも可能。ただ、機体の操縦をもう片方の手でしなければならないのと、操作が複雑になるため、余程の事態でない限りは行わない。
- 中型ミサイル

機首に搭載されているミサイルポッド。積載数は不明。SLGパート中では対艦ミサイルを発射するのが確認できる。
- 近距離ミサイル

両エンジンブロックに搭載されているミサイルポッド。積載数は不明。SLGパート中では対空ミサイルを発射するのが確認できる。
- 粒子ビーム砲

機体両脇に装備されているビーム砲の機銃。なお発射時の薬莢はエネルギーカートリッジの一種である。
格闘技を得意とする蘭花の乗機らしく、電磁式ワイヤーアンカーを装備しており、格闘戦を行うことが出来る。特殊兵装はそのアンカーを遠隔操作して敵を一撃で引きちぎる（判りやすく表現すると有線ロケットパンチである）「アンカークロー」。駆逐艦程度なら一撃で沈め、巨大な戦艦にも一撃で致命傷を与える。
なおELのシナリオ中で蘭花はアンカークローをドリルアンカークローへ換装しようとするが実現していない。

#### GA-003 トリックマスター
Trick Master
パイロット：ミント・ブラマンシュ
高性能レーダーや強力なECMを搭載した電子戦仕様の機体で、戦闘中は（突出しがちなフォルテ機に代わって）エンジェル隊の前線の司令塔的な役割を果たす。
左右の弧を描くブームが印象的。このブームはレーダーアームと呼ばれ、ECM発生装置やレーダーを内蔵する。これを使いトリックマスターは自在に走行方向を変えられる。
機体中央に装備されている可動式の円盤型レーダーは敵を照射し続けることにより、アクティブホーミングのサポートをする。
これらのレーダーはミントのテレパス能力によって運用され、同時にミントのテレパス能力を増幅する。このため、ミントのテンションによって性能が上下し、テンションが落ちた時には通常のレーダーよりも性能が落ちる危険性もある。トリックマスターは高性能のレーダーによりデータリンク、味方を支援する。
最大の特徴は、遠隔操作する砲台フライヤーを持つこと。このフライヤーにはプラズマ砲が搭載されており、これを用いての間接攻撃を得意としている。
分類では偵察・間接攻撃型とされているが、ゲームでは当初から敵の位置はすべて画面上に表示されているため、偵察の意味は、少なくともゲームではあまりない。ただし、本編中ではこの機体が頻繁に哨戒任務に出ており、エルシオールの「眼」として活躍していることが確認できる。
基本カラーはライトブルー
機体諸元
全長 36.8m
全幅 37.6m
全高 17.4m
最大翼端高 25.6m
武装
- 遠隔コントロールユニット（フライヤー）

遠隔操作可能なプラズマ砲ユニット。何機搭載されているかは不明（小説版では6機と明言されている）だが、常時は3機を展開している。敵の死角からの攻撃が可能で、中・長距離の支援攻撃を得意とする。なお、『GAII永劫回帰の刻』のムービーでは4機のフライヤーを展開している（ただし、直後のSLGパート内では3機である）。
- 長距離ミサイル

機尾から撃たれるミサイル。積載数は不明。SLGパート中では対艦ミサイルを発射するのが確認できる。
- エリア広域ECM

様々な種類のエネルギー波を周囲に放射し敵のレーダーを始めとする観測装置を阻害する。
特殊兵装は搭載された全てのフライヤーを同時操作する事による一斉範囲攻撃「フライヤーダンス」。なお、このフライヤーダンスはGA型紋章機の特殊兵装では唯一、目標が前方になくても攻撃可能な技である。

#### GA-004 ハッピートリガー
Happy Trigger
パイロット：フォルテ・シュトーレン
多彩な武器にものを言わせて敵を強襲する戦術を得意とし、防御力も極めて高い。反面、全体の重量が大きいため速度・機動力では他機に劣る。ムーンエンジェル隊の隊長機ではあるが、パイロットのフォルテが常に真っ先に敵中に突っ込んでしまうため、実質の指揮はミントのトリックマスターが行っている。
基本カラーはディープパープル
機体諸元
全長62.7m
全幅33.5m
全高19.2m
最大翼端高26.7m
武装
- 連装長距離レールガン

機体中央に装備されている大口径の大型の連装レールガン。
- 中距離レーザーポッド

機体の左右に装備されているレーザーファランクス発射管。
- 中距離ミサイル

機体の両肩に装備されているミサイルポッド。積載数は不明。
- 中距離レーザー砲

機体の中央に装備されている大型のレーザー砲。
特殊兵装は、それらの搭載武器の最大出力での一斉射撃「ストライクバースト」。なお、ストライクバースト発射時のみ、普段は左右に向いているレーザーファランクス発射管をすべて正面に向けるために、レーザーポッドを展開するのが確認できる。
公式HP上の設定では、他にビーム砲、電磁砲、粒子砲を装備していると取れる記述がある。

#### GA-005 ハーベスター
Harvester
パイロット：ヴァニラ・H
大きな円盤状のパーツが印象的な機体。このパーツは大型レドームとする文献もあるが、公式HP上の設定では大型のエネルギーシールドとなっている。
本機は「ナノマシン」の収納されたケージを持ち、他の紋章機を修理する能力がある。また弾薬の補給機能を持つ、多機能支援機。
高い防御性能を持つ反面、武装はやや貧弱で、機動性や速度も（紋章機としては）突出した能力はない。
そのような特殊な位置づけからか、単機の攻撃力よりも、紋章機中唯一の回復役である自機の保存や、戦火の間を縫い傷ついた僚機の元へ急行する為の旋回及び回避能力に優れ、カンフーファイターとはまた異なる意味で小回りが利く機体であるといえる。
基本カラーはライムグリーン
機体諸元
全長 40.6m
全幅 50.4m
全高 19.2m
最大翼端高21.9m
武装
- 中距離高出力レーザー砲

機体の左肩に装備されているレーザー砲。
- 近接迎撃レーザー

機体の左に突き出ているレーザーファランクス発射管。作中では描写は無いが、折りたたみ機能がある。
- 大型エネルギーシールド

機体右肩に装備されている大型のバリア発生装置。機体周囲に多面体で形成されたバリアを張る。
- マイクロマシーン破壊攻撃

公式で記載されているが詳しくは不明。
特殊兵装はナノマシンを戦場全域に放出することで、移動することなく自機を含めた味方の紋章機（GA,RAシリーズ問わず）全てを回復させる「リペアウェーブ」。なお、パイロットであるヴァニラのテンション次第では紋章機に限らず、1作目のイベントムービーのようにエルシオールといった巨大艦船を完全修復させる事も可能となる（しかし、肝心のナノマシンの量は有限であるので、補給は適宜必要となる）。

#### GA-006 シャープシューター
Sharp Shooter
パイロット：烏丸ちとせ
ゲーム版では第2作目「Moonlit Lovers」から登場した機体。
長距離攻撃を得意とする機体。アウトレンジから一方的に攻撃をする戦法をとる。その分、懐に飛び込まれると弱い。機体の左腕部にある盾状のパーツは策敵のための大型レーダー、右腕部にある筒状のパーツは精密な攻撃を行うための超望遠照準器と、とことん遠距離戦闘にこだわった装備をしている。パワーよりテクニックで戦う機体。
ゲーム本編のシミュレーションモードでは、AIの都合上、目標からの距離を維持したまま攻撃することができず、単純にひたすら目標へと突撃することしかできない。このため、特に遠距離特化で近接戦には弱く、回避能力も低いシャープシューターは使いにくい機体の筆頭に挙げられてしまうことが多い。
機首部の透過性メタルのドームの元には、精密射撃を支えるセンサー類が搭載されている。
左右の肩から伸びているサポートアームはサスペンションであり、のびる。
機体中央部のハードポイント部にはスライドレールとショックアブソーバーが装備されており、ミサイルやレールガンの衝撃を抑えることができる。
超望遠照準器、スコープは通常、レンズの蓋で保護されている。ゲーム中では展開機能自体がオミットされている。
コミックス版の最終決戦では洗脳の影響で一時ダークエンジェル（後述）に似た形状に変貌していた。
基本カラーはブルー
機体諸元
全長 60.6m
全幅 40.4m
全高 23.7m
最大翼端高26.4m
武装
- 長距離レールガン

機体中央よりやや右のハードポイント部に装備されている大口径の大型ロングバレルレールガン。シャープシューターの主砲。その有効射程は戦艦に匹敵する。設定では折り畳み機能もあったが、作中では使われていない。通常はバレルロックシリンダによって固定されていて動かない。このバレルロックシリンダを解除すると、ロックが上がり、電磁レールが折れる。次にアクチュエーターでピポットが折れ、ロックが下がる。バレルクランプが下がり、バレルが固定され、完全に折りたたまれる。なお、弾丸供給にはロータリーマガジンを使用している。砲身先端には非常時強制冷却材を装備している。作中では距離6000(km)から動き回る敵艦のエンジンだけを精密狙撃するなどその活躍を見せている。
- 中距離ミサイル

機体中央よりやや左のハードポイント部に装備されているミサイルポッド。L、LLとサイズ分けされており、それぞれが対空、対艦用である。積載数は不明。
- 中距離レーザー砲

機体の左に突き出ているレーザーファランクスの発射管。設定上はフラップのようにスライドして展開するのだが作中では省略されている。
- 粒子ビーム砲

機体の右脇に装備されているビーム砲の機銃。なお発射時の薬莢はエネルギーカートリッジの一種である。
- バルカン砲

コクピット周辺に2門備えている、旋回式多銃身機関砲。設定だけの存在でSLGパートでは確認できない。
特殊兵装は長距離レールガンによる超長距離狙撃「フェイタルアロー」。遥か彼方の宙域から必殺必中の亜光速弾を連射、敵艦を撃ちぬく。なお、「Eternal Lovers」でのみ、フェイタルアロー発射時に光の弓のようなエフェクトを見ることができる。

#### GA-007
パイロット：選択ルートにおけるヒロイン
GA-006 シャープシューターと共に白き月の内部から発見されたが、外装処理などが終わっていなかった7番目の紋章機。専用機でないため、特に固有の名称は付けられておらず、「7番機」「決戦兵器」と呼ばれている。「Moonlit Lovers」において、ヴァル・ファスクの一人であるネフューリアの戦艦『オ・ガウブ』を破壊するため、白き月と黒き月の技術を結集させて作られた機体である。
全長300mを超える急造の高速巨大砲艦として作られた。
クロノ・ブレイク・キャノンの砲身に直接推進用のエンジンを取り付け、ネガティブ・クロノ・フィールド・キャンセラー（ゲーム中では「フィールド・キャンセラー」と呼称）を搭載、それに7番目の紋章機をコントロールユニットとしてセットしている。そのため、クロノ・ブレイク・キャノンを除くと自衛用の最低限の装備しか施されていない。
紋章機の適性があるものなら誰でも動かすことが出来るが、急造だったために操縦系統などが繁雑となり、全紋章機中、後述するNEUEの合体紋章機を除くと、唯一の複座式（タンデムコクピット）に改造されている。サブパイロットはメインパイロットのテンションを最も高めることができる人間が良いとされている。オペレーターとなる人間を乗せることで追加された各種の装備の管制を行う。また、パイロットとリンクするH.A.L.O.はサブパイロットにも適用されるため、H.A.L.O.内で2人の精神がリンクすることとなり、「Eternal Lovers」ではその特性を利用して、タクトの記憶を失ったヒロインとタクトをリンクし、失った記憶を取り戻せないかと計画されていた。
全長はエルシオールの半分ほどもあり、格納する際はエルシオールのハッチを埋め尽くし、それでも下半部が突き出すほどの巨体である。機体そのもののほとんどの部分がクロノ・ブレイク・キャノンであるため、一見すると、クロノ・ブレイク・キャノンに紋章機がしがみついているように見える。なお、紋章機の色は白（パーソナルカラーで塗装されていない）。
「Moonlit Lovers」の決戦後、白き月に保管されていたが、「Eternal Lovers」において、ヴァインにクロノ・ブレイク・キャノンごと奪われる。が、そのヴァインがゲルンの命に逆らい、ルシャーティを連れて逃亡した際に激しい攻撃を受けた結果、クロノ・ブレイク・キャノンは修復可能だったが7番機本体はもう使い物にならない状態になった。同作では2度、敵機として参戦し、レーザーキャノン(桃)、同(青)、対空レーザー、自動追尾型ファランクス、対艦ミサイル、対空ミサイルらしき武器を装備している。なお、『絶対領域の扉』にて、クロノ・ブレイク・キャノンはエルシオールに取り付けられた状態で再登場した。クロノブレイクキャノンを惑星ジュノーに発射したが紋章機の光の翼によって守ることに成功。

#### ダークエンジェル
パイロット：ヘル・ハウンズ隊メンバー
ゲーム版第1作目に登場した黒き月製の漆黒の紋章機。「黒き紋章機」とも呼ばれる。EDEN製（白き月製）の紋章機を元に製造された物で、中盤以降のヘル・ハウンズ隊がその隊員分の5機を運用した。
性能はオリジナルの紋章機と互角であるが、こちらは機体による性能差というものは無い。また、形状も5機すべてがまったくの同一。
最大の特徴は、パイロットを取り込む事でその真の力を発揮（紫色の光の翼に似た羽が生えた形態）するという点である（小説版ではSLAVEモードと呼ばれていた）。しかし、これはパイロットそのものが機体のパーツの一部となってしまう。これは製作者であるノア（インターフェイス）の思想によるもので、人間による不確定要素を排除するためである。ヘル・ハウンズ隊はこれによってダークエンジェルに取り込まれた。これが、「黒き月」の最高傑作である。逆に、その不確定要素を最大限に生かそうという白き月側の思想の結晶が、前述するH.A.L.O.システムであり、ダークエンジェルにはそのH.A.L.O.システムは搭載されていない。
小説版で全速力で要塞への突撃を試みる通常の無人友軍艦を数倍の速度で抜いている描写あり。レプリカとはいえ紋章機としての性能は有しているようである。
球体コクピットを用いずに省スペースな機体の体型にあわせたコクピットになっている（普通の戦闘機に近いといえる）。
ゲーム版第2作目「Moonlit Lovers」ではレゾムがこの機体を決戦時に複数量産していたが、パイロットなしの無人制御になっている。
『ギャラクシーエンジェる〜ん』に同様の名称の機体が登場するが無関係である。

#### ホーリーブラッド
Holy Blood
プロトタイプパイロット：ロゼル・マティウス
『ギャラクシーエンジェルII 無限回廊の鍵』以降に登場する機体。黒の月の管理者ノアが今後起こり得る事態に備えて設計・製作した量産型紋章機のプロトタイプで、パイロットのロゼルと共にルクシオールに新たに配属された。EDENの紋章機をベースとし、NEUEの紋章機の特徴を合わせ持っており、その最大の特徴はH.A.L.O.システムの非搭載で、一般のパイロットでも操縦可能なこと。H.A.L.O.の役割はAIが代わりに担っている。このため、パイロットのテンションの上下に関わらずに一定の出力（とはいえ、通常の戦闘機に較べると比較にならない高出力だが）を得ることができる。コンセプトは「誰でも乗れる紋章機」だが、その実力を発揮するには類い希なる操縦センスを必要とする。
開発に着手した理由は、平行宇宙を次々と探査していく以上、「エンジェル隊」の紋章機だけでは、探査の護衛などに手が回らなくなることが確定的になったため、急遽な戦力の増強「紋章機の量産」に踏み切らざるを得なくなったためである。
従来の紋章機が人間を用いていたのはマルチディメンジョンタスクが可能な擬似量子コンピューターとして運用が可能であったからである。
ノアの製作によるところから、ここではEDENの紋章機に分類するが、正確を期すなら、上記の理由からどちらの紋章機でもないというのが正しい。
なお、NEUEの紋章機から状況に応じた変形の機能は受け継いでいるが、合体機能はないためブレイブハートとは合体できない。降着時には変形し、左右前後から8輪の車輪を展開する。
ブレイブハートとの合体機構の代わりに機体後部に慣性制御ユニットを搭載している。このためエンジンを使わずに自由に慣性飛行で巡航できる。機体のステルス性を高めるのに貢献していると言える。
他の紋章機と比較した場合、攻撃力・防御力共にまったく遜色ない。タイプとしては、GA-002やRA-005と同じ突撃型に分類される。
パルフェに対して特攻を行ったあとクロノ・ストリングを解放して自爆しているが、他の紋章機も同様の機能を備えているかは謎である。
後の『永劫回帰の刻』では正式に量産機となった。
なお、『永劫回帰の刻』のEXバトルの1戦目～3戦目まで（4戦目は過去2作と同じくMA隊との対決）は量産型のホーリーブラッドと戦う事になるが、この際、1戦目がルクシオールスタッフ7人（ランティ、クロワ、コロネ、モルデン、メルバ、ステリーネ、ルコ）、2戦目がUPWのメンバー（タクト、レスター、ココ、アルモ、タピオ、ノア）、3戦目が各惑星のゲートキーパー（ミルフィーユ、ペル、リベラ、ロンド、クラム、ハモン）のデータがパイロットとして使われている。
基本カラーは灰色
機体諸元
全長 60.88m
全幅 30.53m
全高 24.4m
武装
- 近距離ビームファランクス
- 遠距離誘導レーザー「ネット」

交差するように飛ぶ白銀の誘導レーザー。発射レンズは角度を修正できるために広い射角を取れるはずである。
特殊兵装は機体にバリアを纏って急激な慣性制御で加速、敵に超高速で体当たりする、「フォトンダイバー」。なお使用時にはあたかも空気抵抗を考慮したような尖ったような姿に変形する。

#### ホーリーブラッド改
Holy Blood Kai
パイロット：カズヤ・シラナミ、ロゼル・マティウス
量産型紋章機ホーリーブラッドをブレイブハートと合体できるように改造した機体。武装はホーリーブラッドと同等で必殺技のフォトンダイバーを使用可能。この機体により強力な武装を持たないブレイブハートを、十分な戦力として運用可能。
また、ホーリーブラッド改にも操縦席があり、他の合体紋章機同様の運用も可能である（しかし、ストーリー上、作品中でその運用はされなかった）。

### NEUEの紋章機
NEUE領域にやってきたEDEN軍（タクトの率いるロストテクノロジー探索隊）によって、各地で新たに発見された紋章機。識別番号から、RA型紋章機、RAシリーズとも呼ばれる。
EDEN領域で発見された紋章機とは形状が大きく異なる。その最大の特徴は、巡航形態（クルーズヴォイス）と戦闘形態（バトルヴォイス）の2パターンの形状を持つことと、RA-000ブレイブハートとの合体機能を持つこと。
この合体機能のため、ブレイブハート以外のNEUEの紋章機はかなりよく似た機体構成をしている（コクピット部分を挟み込むように左右対称な機体部分を持つ、双胴型ともいえる構成）。ただし、この双胴部が各機で相当に異なるため、外見上の印象はEDENの紋章機以上にバリエーションに富んでいる。
また、合体の構造上、各機の中央部には前方にコックピット、後方にスラスターが配置されているため、合体後はRA-000ブレイブハートの胴体部が各機のスラスターに挟まれる形になり、（推進に何を用いているかにも寄るが）RA-000ブレイブハートの機体には過酷な状態となっている。
これらのNEUEの紋章機は、ルーンエンジェル隊によって運用されている。各機のパイロットについては、ルーンエンジェル隊を参照。
なお、アニメ『ギャラクシーエンジェる〜ん』では各機若干のリデザインが施されている（フロムゲーマーズ2006年12月号より）。

#### RA-000 ブレイブハート
Brave Heart
パイロット：カズヤ・シラナミ
H.A.L.O.システムやクロノ・ストリング・エンジンを搭載していないため、正確には紋章機ではないが、後述するRA型紋章機に合体し、それぞれの紋章機の能力を向上させるという特殊な能力を持つ故に紋章機に準じる扱いを受け、識別番号も0番を与えられている。なお、この合体時に、通常時は機体の前方に向けている部分を反転させて後方に向けるという変形をする。
H.A.L.O.システム非搭載なので、誰でも操縦可能だが、カズヤの専用機とされている。「無限回廊の鍵」では、長らくカズヤが使用し続けているうちに、彼の「癖」が機体に染みついてしまい、事実上カズヤ以外では性能を引きだせなくなっていることがクロワによって語られている。
武装としては、自衛用の機関砲しか装備されておらず、紋章機の特徴の一つともいえる特殊兵装もないため、特に他の紋章機と比較すると貧弱の一言に尽きる。このため、ゲーム本編では、出撃後すぐにいずれかの機体と合体することが多く、単独で飛行するシーンはほとんどない（確認できるのは後述の「絶対領域の扉」でのナノナノのムービーやアニスがこの機体を強奪した時、「無限回廊の鍵」の終盤、SideMのOP「Wing Of Destiny」の映像ぐらい）。
だがこの紋章機の真価は他の紋章機と合体することによってその能力を増幅するということにある。これにより特に大幅に機動性があがり、オービタルマニューバーと呼ばれる機動が可能となる。
他の紋章機とは違い球体形のコクピットではない。ボックス型になっており、スライドする形で機体に収容される。
マンガ版によるとカズヤの機体以外に複数機が存在するらしい。
基本カラーは白
機体諸元
全長 31.83m（巡航形態）／35.59m（戦闘形態）
武装
- ラピッドレーザー

#### RA-001 クロスキャリバー
Cross Caliber
パイロット：アプリコット・桜葉
NEUEで最初に発見された紋章機。
GA-001ラッキースターと同じ万能型の機体である。戦闘形態時は、4本のブームを四方に展開するため、正面から見ると名称の通りX（クロス）の字を描いているように見える。
基本カラーはオレンジ
アニメ版では砲身の形状が変化している。
機体諸元
全長 38.50m（巡航形態）／45.10m（戦闘形態）
武装
- 近距離ビームファランクス
- 遠距離誘導レーザー「フレイル」
- 高出力長距離ビーム

特殊兵装「ハイパーブラスター」は左右に取り付けられた二門の強力無比な加粒子砲。

#### RA-002 イーグルゲイザー
Eagle Gazer
パイロット：リリィ・C・シャーベット
セルダール王朝で発見された紋章機。遠距離砲撃に特化しており、戦闘形態では格納していたレールキャノンの砲身を伸ばすため、全長は1.5倍程度に伸びる。GA-006シャープシューターと同系統の機体といえる。
アニメ版ではクロスキャリバー同様砲身の形状が変化している。
基本カラーはディープブルー
機体諸元
全長 44.30m（巡航形態）／66.60m（戦闘形態）
武装
- 近距離ビームファランクス
- 遠距離誘導レーザー「アロー」

4連装レーザー砲。発射後しばらく前方に直進した後、一旦四方に散り、目標に向かうという独特の軌跡を描く。
- 長距離レールキャノン

特殊兵装は、レールキャノンによる超長距離からの連続狙撃「エクストリームランサー」。

#### RA-003 ファーストエイダー
First Aider
パイロット：ナノナノ・プディング
惑星ピコで発見された紋章機。巡航形態と戦闘形態の違いが最も少ない（他の機体は、双胴部を前後反転させる変形をするが、この機体はそれをしない）。
支援型に分類される機体で、GA-005ハーベスターと同様に、ナノマシンを用いた回復技を持つ。
アニメ版では外装の作りこみが細かくなっている。
基本カラーはライトブルー
機体諸元
全長 27.35m（巡航形態）／29.30m（戦闘形態）
武装
- 近距離ビームファランクス
- 遠距離誘導レーザー「チャクラム」

環状のレーザーを放つ。要するにリップルレーザー。このレーザーは自由に方向を曲げられるため、後方に向かって放つことも可能。
- ナノマシンディスチャージャー

ナノマシンを散布する装置。ファーストエイダーの左右胴部の上下に、計4器が装備されている。
特殊兵装は、GA-005ハーベスターのパイロット、ヴァニラに教わった、ナノマシンを全方位散布して味方の機体を修理する回復技の「リペアウェーブ」と、針状のビーム（ナノマシンの塊とする説もある）で目標を四方八方から串刺しにする攻撃技の「ニードルフレシット」の2種類を持つ。特殊兵装を複数持つのはこのファーストエイダーのみ。また、ニードルフレシットはGA-003トリックマスターのフライヤーダンスと同様、目標が前方でなくても攻撃できる技である。

#### RA-004 スペルキャスター
Spell Caster
パイロット：テキーラ・マジョラム（無限回廊以降はこれに加えカルーア・マジョラム）
魔導惑星マジークで発見された紋章機。
A級魔女カルーア（テキーラ）が操る（当初は操縦時はテキーラになっていたが「無限回廊の鍵」中盤でカルーアも操縦できるようになった）、中距離戦や索敵で威力を発揮する機体。その一方、接近戦には弱い。GA-003トリックマスターと同系統の機体といえる。トリックマスターのフライヤー同様に、戦闘中には3つの光球が機体の周囲に展開されているが、これについては、遠隔コントロールユニット・クリスタルビットという名称以外、現状では説明がなされていないため詳細は不明。
アニメ版での違いはシルエットに曲線が増えたほか、戦闘形態時先端の金色の装飾の形状が変化している。
基本カラーはグリーン
機体諸元
全長 35.36m（巡航形態）／39.92m（戦闘形態）
武装
- 近距離ビームファランクス

他の機体と違い、機体からではなくクリスタルビットから発射される。ゆえに、3門が装備される（パピヨンチェイサー以外の他の機体は2門装備している）。
- 遠距離誘導レーザー「ボルト」

独特の軌跡（一言で表現するなら、「へろへろ」な軌跡）を描く多数のレーザーを同時に発射する。
- 遠隔コントロールユニット・クリスタルビット

特殊兵装「ヘキサクロスブレイク」は、巨大な六芒星魔法陣で目標を圧壊するという、紋章機の特殊兵装の中でも屈指の派手なもの。なお、アニメ版「ギャラクシーエンジェる〜ん」では十二芒星魔法陣を展開していた。また、魔法陣の描き方もゲーム版ではクリスタルビットを目標の周囲に展開して描くのに対し、アニメ版では自機の直前に描いた魔法陣を目標に向かって発射する、というふうに異なるプロセスを経ている。
この他にシナリオや漫画などではカルーア/テキーラの魔法として封魔結界を逆転するヴィヘメンス、魔法陣から極太ビームを発射するなどの魔法を使用しているがSLGパート中では登場しない。

#### RA-005 レリックレイダー
Relic Raider
パイロット：アニス・アジート
元々操縦者であるアニスが持っていた機体で、「絶対領域の扉」では本編中で紋章機であることが確認され、RA-005の認識番号を与えられた。この機体は、もともとアジート家に代々受け継いでいる物らしく、アニスの所有物らしい（小説版では当初故障していたらしく、エンジェル隊加入後修理された）。
高い機動力と近接戦闘力を持つ機体で、その能力を生かした一撃離脱戦法が得意。その意味ではGA-002カンフーファイターと同系統だが、流石に格闘装備は搭載していない（ただし砲撃モード時のため打ちや一部のムービーでエネルギーのブーメラン攻撃を行う描写が確認できる）。
アニメ版の形状の違いは戦闘形態時の砲身の長さが変化（ゲーム版→上下同じ長さ、アニメ版→上のほうが長い）。
基本カラーはワインレッド
機体諸元
全長 48.60m（巡航形態）／49.35m（戦闘形態）
武装
- 近距離ビームファランクス
- 遠距離誘導レーザー「スター」

前述の通り、ブーメラン状のエネルギー弾体を発射する。その軌跡もブーメランのような弧を描く。機体の左右に1器ずつの計2器が装備されている。その大きさは軽く200mはあり、命中後炸裂し、数百m程度の爆発を起こす。
- グラビティクラスト

機体中央下部に装備されている、ジェノサイドボンバーの発射管。
特殊兵装「ジェノサイドボンバー」は、その名の通り周囲の敵をまとめて破壊し、戦艦すら一撃で沈める強力な小型の対消滅弾（一種のマイクロ・ブラックホールとする文献もある）。

#### RA-006 パピヨンチェイサー
Papillon Chaser
パイロット：ナツメ・イザヨイ
アームズ・アライアンスに代々伝えられてきた紋章機で、現在のパイロットもその公女であるナツメ。もっとも、セルダール、ひいてはEDENとは敵対関係にあった関係上、整備状態はかなり悪く、初登場時には実力を発揮できずにルーンエンジェル隊によって小破させられ、ナツメともどもルクシオールに確保される。
その後は、他のルーンエンジェル隊の紋章機と同様に十分な整備を受けられるようになり、その実力を遺憾なく発揮する場を与えられた。
基本的には火力重視な機体で、なおかつ重装甲のため機動性には難があるが、RA型紋章機の中でもトップクラスの破壊力はその難点を補って余りある。
基本カラーはパールピンク（見た感じ）
機体諸元
全長 48.47m（巡航形態）／51.83m（戦闘形態）
武装
- 近距離ビームファランクス

他の機体は2門装備しているが、この機体は火力重視だけあって4門搭載している（スペルキャスターのみ3門）
- 遠距離誘導レーザー「フラベルム」

詳細不明。
- レーザーフラッター

詳細不明。
特殊兵装「ゼフィルスランページ」は、目標に対して無数とも思えるほどの数の誘導型のエネルギービームを放つ技（ゼフィルス＝風の精、ランページ＝荒々しい，乱暴な）。GA-004 ハッピートリガーの「ストライクバースト」と同系統の一斉射型の必殺技。ビームが目標に着弾後、一定時間を置いて一斉に炸裂するが、その直前に蝶のような形の光を放つ。このため、炸裂寸前の目標は、さながら大量の蝶が羽を休めているように見える。なお、RA型紋章機の中でパピヨンチェイサーのみ、このゼフィルスランページを放つ際に多少変形する（並行して前に伸ばしている船体を、大きく左右に開く）ため、3モードの変形をすると記述されている。

### 紋章機の母艦
EDENのGA型紋章機およびNEUEのRA型紋章機には、それぞれ専用母艦が存在する。以下にその母艦について記述する。

#### エルシオール
Elsiole（Elle Ciel、Elsiorとする文献もあり）
司令官：ルフト・ヴァイツェン→タクト・マイヤーズ（ギャラクシーエンジェル）
艦長：レスター・クールダラス（ギャラクシーエンジェルII「絶対領域の扉」）→不明（ギャラクシーエンジェルII「無限回廊の鍵」）
副官：レスター・クールダラス（ギャラクシーエンジェル）→不明（ギャラクシーエンジェルII）
諸元
全長 846.0m　全幅 274.0m　全高 392.0m　乗組員 約500名　リアクター 超時空弦推進機関「クロノ・ストリング・エンジン」
武装　
・主砲クロノブレイクキャノン・黒き月破壊する青い色光のビーム。クロノ・リボルバー（クロノ・ストリングを崩壊させることで薬莢としてエネルギーを打ち出す大砲）。黒い艦隊を覆いつくすほど巨大な光。資源衛星レナミスを破壊していた時もあった。
・中距離ビーム砲
・ミサイル（対空対艦が存在）
・対空砲
艦載機　ＭＡ紋章機、シャトル。

#### ルクシオール
Luxiole
艦長：タクト・マイヤーズ（ギャラクシーエンジェルII「絶対領域の扉」）→ココ・ナッツミルク（ギャラクシーエンジェルII「無限回廊の鍵」）
副官：なし（事実上はココ・ナッツミルク）（ギャラクシーエンジェルII「絶対領域の扉」）→タピオ・カー（ギャラクシーエンジェルII「無限回廊の鍵」）

ＲＡ紋章機、シャトル艦載。

トランスバール暦414年 新造戦艦建造計画発動
トランスバール暦416年 新造戦艦建造計画終了 「ルクシオール」就航。艦長にはタクトが就任する。
諸元
全長 996.78m
武装
- レーザー砲

両翼連装された主な武装レーザー砲。
- 対艦ミサイル　打撃用攻撃ミサイル。
- 対空バルカン　防御用対空装備。
- デュアルクロノブレイクキャノン

ルクシオールに接続された新兵器主砲。双発クロノブレイクキャノン。艦船両翼に搭載＝キャノンモード。要塞影の月がウィルアストラル巨大戦艦が破壊される。

#### リプシオール級戦艦
艦長：元ムーンエンジェル隊 各隊員
量産型のリプシオール戦艦。EDENで秘密裏に開発、建造される。主砲にクロノ・ブレイク・キャノンのミニマム版、クロノ・ブレイク・クラスターを装備している。ウィルとの最終決戦時に6隻が実戦投入され艦長は元ムーンエンジェル隊が勤める。艦載機は未定。長距離ミサイル中距離ビーム対空レーザーなどを装備。

### その他

#### 名称不明機
パイロット：ミルフィーユ・桜葉
漫画版のみに登場する機体。第7話「宇宙を憎む（後編）」に登場。惑星リウスの地中に長年封印されていた。武装に関しては「この船に武器はないです」との台詞があるが、デザイン上機体の中央下部に銃器らしき物がある。その他詳細なスペックは語られておらず不明。

#### 名称不明機2
パイロット：ミモザ・フルール
漫画版3rdのみに登場する機体。第17話のラストでルクシオールに回収された。クロワたちが調べても何の反応を見せなかったが、偶然カズヤが触れた際に再起動する。現状で詳しいことは不明であるが、フォルムはルーンエンジェル隊のRAシリーズよりむしろムーンエンジェル隊が使用していたGAシリーズに近く、さらに劇中の台詞から冷凍睡眠装置が内蔵されているらしい。